# Мілкова
Мілкова (пол. Miłkowa) — село в Польщі, у гміні Коженна Новосондецького повіту Малопольського воєводства.
Населення — 595 осіб (2011).
У 1975-1998 роках село належало до Новосондецького воєводства.

## Демографія
Демографічна структура станом на 31 березня 2011 року:
|          | Загалом | Допрацездатний вік | Працездатний вік | Постпрацездатний вік |
| -------- | ------- | ------------------ | ---------------- | -------------------- |
| Чоловіки | 314     | 96                 | 188              | 30                   |
| Жінки    | 281     | 50                 | 175              | 56                   |
| Разом    | 595     | 146                | 363              | 86                   |